# Aaron Sloman
Aaron Sloman (Kwekwe, 1936) è un filosofo britannico, ricercatore di intelligenza artificiale e scienze cognitive. 
È stato professore di Intelligenza Artificiale e Scienze Cognitive presso la School of Computer Science dell'Università di Birmingham. In precedenza aveva ricoperto lo stesso ruolo presso l'Università del Sussex. Attualmente è Professore Onorario di Intelligenza Artificiale e Scienze Cognitive presso l'Università di Birmingham. Nella sua carriera si è occupato di filosofia della matematica, epistemologia, scienze cognitive e intelligenza artificiale; ha anche collaborato ampiamente con il biologo Jackie Chappell sull'evoluzione dell'intelligenza .

## Riconoscimenti
È Fellow della Association for the Advancement of Artificial Intelligence, deal Society for the Study of Artificial Intelligence and the Simulation of Behaviour e dell'European Coordinating Committee for Artificial Intelligence. Nel 2018 è diventato Fellow dell'Alan Turing Institute. Ha ricevuto un dottorato honoris causa in Scienza dalla Sussex University nel 2006. Nel 2020 è stato insignito del premio Premio K.Jon Barwise "per contributi significativi e sostenuti ad aree rilevanti per la filosofia e l'informatica" dalla American Philosophical Association (APA).

## Pubblicazioni selezionate
- A.Sloman, Knowing and Understanding: Relations between meaning and truth, meaning and necessary truth, meaning and synthetic necessary truth, Oxford University DPhil Thesis, 1962 (digitised 2007, Oxford Research Archive), also available with detailed table of contents in html here.
- A. Sloman, How to derive "Better" from "is", American Phil. Quarterly, 6, pp. 43–52, 1969.
- A.Sloman, Interactions between philosophy and AI: The role of intuition and non-logical reasoning in intelligence,Proc 2nd IJCAI, 1971, London. (Reprinted in 'Artificial Intelligence', vol 2, 3–4, pp 209–225, 1971, and in J.M. Nicholas, ed. Images, Perception, and knowledge, Dordrecht-Holland: Reidel. 1977.)
- A.Sloman, The Computer Revolution in Philosophy: Philosophy, science and models of mind, Harvester press and Humanities press, 1978. (Out of print but now online)
- A. Sloman and M. Croucher, 'Why robots will have emotions', Proc 7th IJCAI, 1981, pp. 197–202, Vancouver.
- A. Sloman, The structure of the space of possible minds, in The Mind and the Machine: philosophical aspects of Artificial Intelligence, Ed. S. Torrance, Ellis Horwood, 1984, Chichester, Sloman-possible-minds
- A. Sloman, What enables a machine to understand?, in Proc 9th IJCAI, Los Angeles, pp. 995–1001, 1985
- Online presentations
- A. Sloman, Reference without causal links, Eds. J.B.H. du Boulay, D.Hogg and L.Steels, Advances in Artificial Intelligence – II, Dordrecht, North Holland, pp. 369–381, 1987
- A. Sloman, Did Searle attack strong strong or weak strong AI, Eds. A.G. Cohn and J.R. Thomas, Artificial Intelligence and Its Applications, John Wiley and Sons, 1986
- A. Sloman, On designing a visual system: Towards a Gibsonian computational model of vision, in Journal of Experimental and Theoretical AI, 1, 4, pp. 289–337, 1989
- A. Sloman and R.L. Chrisley, Virtual machines and consciousness, in Journal of Consciousness Studies, 10, 4–5, pp. 113–172, 2003.
- A. Sloman and J. Chappell, The Altricial-Precocial Spectrum for Robots, in Proceedings IJCAI'05, Edinburgh, pp. 1187–1192, 2005.
- J.Chappell and A.Sloman, Natural and artificial meta-configured altricial information-processing systems, in Int. Journal of Unconventional Computing, 3,3, pp. 211–239, 2007.